# Sa vz. 58
Az Sa vz. 58 (Samopal vzor 58) az 1950-es években Csehszlovákiában tervezett 7,62 mm-es gépkarabély, amelyet az Uherský Brod-i fegyvergyár (ČZUB) gyártott. Gázműködtetésű fegyver. Külsőre sok hasonlóságot mutat az AK–47 gépkarabéllyal, de belső szerkezeti kialakítása és működése attól eltérő. A Csehszlovák Néphadsereg alapvető lövészfegyvere volt, de később az önálló Csehország és Szlovákia hadseregei is alkalmazták.
A vz. 58 ugyanazt a lőszert (M43-as) használja mint az AK-47. Azonos az íves csapóirányzék és a célgömb. Több közös nincs is bennük. A vz. 58 nem a Kalasnyikovok egy változata. A tárjaik sem azonosak. A Varsói Szerződés létrejötte után a tagországoknak azonos lőszert kellett rendszeresíteni, de Csehszlovákia egy teljesen új fegyvert rendszeresített. Ékzáras, kakas helyett ütőtestet használ, a gázdugattyú nincs összekötve a zárvezetővel. Csak egy ütést mér a zárvezetőre mikor a lőporgázok a gázhengerbe jutnak, aztán visszatér míg a zárvezető és a zár hátramozog, kiveti a hüvelyt aztán visszatér, betölti a következő lőszert. Hasonlóan mint az FN FAL-nál. Emiatt nyugodtabban viselkedik lövés közben mint a kalasnyikovok. Mikor kifogy a tárból a lőszer, a zár megakad. A zárnak van félfelhúzott állapota is.
A komplikáltabb felépítés miatt a részleges szétszerelés, karbantartás jelentősen összetettebb feladat, mint az AK-47 esetén, mivel jelentősen több, és kisebb alkatrészt kell kezelni.
A Československá  (ma Česká) zbrojovka gyártotta.

## Külső hivatkozások
- A fegyvert gyártó Česká zbrojovka a.s. honlapja
- A Kaliber magazin cikke[halott link]
- A fegyver leírása (csehül)
- Csehszlovák fegyverek (PDF) (csehül)
- Modern Firearms (angolul)
- Egy video a fegyverről (A végén szétszerelik)
- Fegyver típusok Archiválva 2010. április 8-i dátummal a Wayback Machine-ben (magyarul) (angolul)